# Ираида (Павлуцкая)
Ираида (Павлуцкая) (ум. 1782) — игумения Иркутского Знаменского монастыря Русской православной церкви.

## Биография

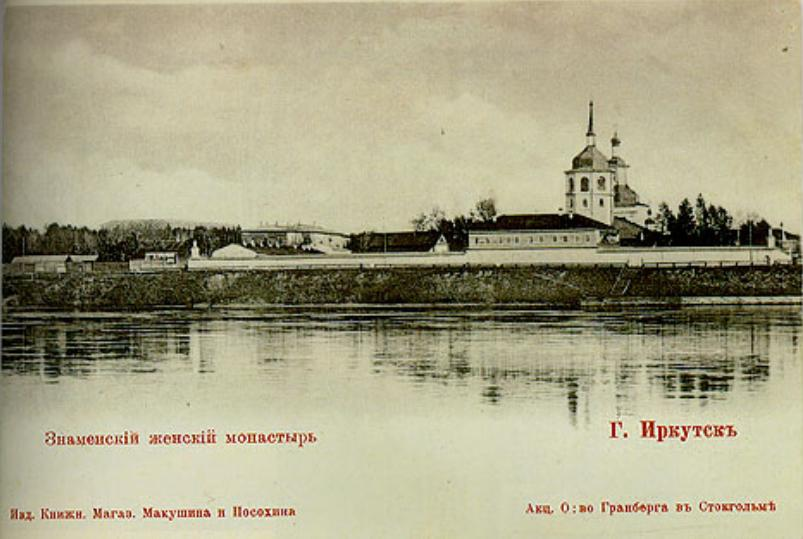
Знаменский женский монастырь

Об её детстве и отрочестве информации практически не сохранилось, да и прочие биографические сведения о ней весьма скудны и отрывочны; известно лишь, что сестра Ираида прибыла в город Иркутск в ответ на призыв поддержать существование Иркутского Знаменского монастыря Русской православной церкви, который находился тогда в плачевном состоянии, в августе 1769 года.
Мать Ираида, заняв должность игуменьи, собрала монахинь, расширила храм и очень много сделала для устройства распадавшегося монастыря, который, во многом благодаря её стараниям, действует и поныне.
Мать-игумения Ираида (Павлуцкая) скончалась в декабре 1782 года.